# Friedrich Leopold von Schwerin
Friedrich Leopold von Schwerin (* 1699 in Halberstadt; † 30. Mai 1750 in Berlin) war ein königlich preußischer Generalmajor, Kommandeur des Füsilier-Regiments Nr. 46 sowie Amtshauptmann von Driesen sowie Ritter des Pour le Mérite.

## Leben

### Herkunft
Er entstammt der Linie Schwerin Dargibell. Seine Eltern waren der preußische Brigadier Johann Georg (Hans Jürgen) von Schwerin (* 3. Mai 1668; † 5. Juni 1712) und Maria Esther von Dockum. Seine Mutter war die Tochter von Martin Arnd von Dockum aus dem Herzogtum Geldern und der Magdalena Esther von Loë von Oldenpiel. Sein Bruder war der Generalleutnant Otto Magnus von Schwerin.

### Militärlaufbahn
Sein Vater nahm ihn schon früh mit ins Feld. So fand er sich bereits 1715 mit dem Regiment Nr. 3 (Anhalt-Dessau) bei der Belagerung von Stralsund und am 11. August 1716 wurde er zum Fähnrich befördert. 1726 wurde er zum Hauptmann befördert. 1730 avancierte er zum Major, 1740 zum Oberstleutnant und am 5. August 1742 zum Oberst. Während der Schlesischen Kriege kämpfte er in bei der Belagerung von Prag, sowie den Schlachten bei Hohenfriedberg, Soor und Kesselsdorf. Im Jahr 1746 wurde er vom König Friedrich II. zum zweiten Oberst und Kommandeur des Füsilier-Regiments (Nr. 46) Württemberg. Zugleich vertauschte er die Stelle des Drosten von Goch mit der des Amtshauptmanns von Driesen. 1747 wurde er zum Generalmajor ernannt. Im Juni 1748 wurde er Mitdirektor des Berliner Serviswesen und im Dezember 1749 erhielt er eine Präbende bei dem Kollegiatstift St. Sebastian in Magdeburg.